# Iris 〜イリス〜
『Iris 〜イリス〜』は、KIDから2003年2月27日に発売されたPlayStation 2用恋愛アドベンチャーゲーム。同年8月7日にはドリームキャスト版も発売されている。また、2006年4月20日にはCEROレーティング12歳以上対象のPS2廉価版が発売された。
同ジャンルのゲームの多くが高校を舞台としているのに対し、本作は受験を控えた中学生を物語の中心に据えている。

## ストーリー
高校受験を間近に控えた中学3年生が、冬休みにクラスメイトの末永さくらと御堂東雲の3人で勉強会をすることになる。それをきっかけに他の女の子たちとも仲良くなった主人公は初めて異性を意識するようになる。果たして恋と受験の間で揺れ動く、人生の岐路の行方は…。

## 登場人物
瀬戸原 治樹（せとはら はるき）
主人公。氷雨中学3年生。過去の記憶がやや曖昧。幼い時に母を亡くしており、2年前に父が海外赴任して以降、夏実の家に居候している。優しく穏やかな性格。
末永 さくら（すえなが さくら）
声 : 前田千亜紀
8月31日生まれ。身長152cm。血液型A型。15歳。
主人公のクラスメート。主人公の幼馴染であったが、中学入学時の主人公の引越しにより疎遠になり、親しみのない仲になっている。おっとり大人しいタイプだが意外にも意地っ張り。ペンギングッズを集めている。嫌いなものはたまねぎ、ピーマン、にんじん。
声優のキャスティングは、キャラクターデザインを担当した篤見唯子の指名によるもの。
御堂 東雲（みどう しののめ）
声 : 笹島かほる
11月21日生まれ。身長155cm。血液型O型。15歳。
さくらの親友で、口よりも先に手が出る性格。姉御タイプで下級生から人気がある。お嬢様であることを隠しつつ、主人公とさくらの仲を修復しようと気にかけている。自宅の習字教室の手伝いをしている関係で、書道と子どもが好き。嫌いなものはペン習字。
なぜかオープニングムービーでは高校の制服姿で登場する。
耒田 祐衣（すきた ゆい）
声 : 有島モユ
7月30日生まれ。身長159cm。血液型B型。16歳。
主人公のマンションの隣の部屋に住んでいる、主人公より1年年上の霹靂高校1年生。毎朝主人公を起こしに来る。得意スポーツはテニス。テニス部に所属しており、新人ながらレギュラーに選ばれる程の実力を持っている。明るく茶目っ気のある性格だが、かなりわがまま。スポーツ万能だが勉強全般が苦手。
耒田 美卯（すきた みう）
声 : 釘宮理恵
2月18日生まれ。身長145cm。血液型B型。12歳。
祐衣の妹で、主人公より2年年下の中学1年生。料理が得意な彼女は、姉だけでなく主人公の弁当を作るのを日課としている。臆病で引っ込み思案な性格で、同い年の友人はいない。好きなものは音楽。嫌いなものは運動。思っていることを言うときにはいつも"むーちゃん"と呼ばれるパペットドールをつけている。
ちなみに、この"むーちゃん"はPS2版/DC版とも限定版の特典になっている。
金矢 真奈美（かなや まなみ）
声 : 今野宏美
6月14日生まれ。身長150cm。血液型A型。15歳。
主人公のクラスの委員長。真面目な性格。名門私立の雪花菜大学付属高校への推薦が決まっている一方、医者にしようとする父親のことで悩んでいる。好きなものは将来へ向けての勉強。嫌いなものは為にならない勉強。
桑坂 夏実（くわさか なつみ）
声 : 浅井晴美
5月14日生まれ。身長164cm。血液型A型。23歳。
主人公の従姉であり、主人公の居候先の家主であり、主人公のクラスの担任教師でもある。明るい性格で教え方もうまく、生徒たちに人気がある。現在、主人公は彼女のマンションに同居している。主人公の母親代わりという立場であるが家事全般が大の苦手で、料理や掃除は主人公に頼っている。好きなものはビール。
あやめ
声 : 那須めぐみ
主人公が時折見かける謎の少女。しかしその姿は主人公にしか見えない。突然現れては、謎の言葉を残して消えてしまう。主人公が忘れてしまっている事を伝えようとしている雰囲気も持っている。身長151cm。"うーたん"と呼ばれるうさぎの人形のようなものを連れている。
由比 飛鳥（ゆい あすか）
声 : 木村こてん
9月18日生まれ。身長148cm。血液型O型。
美卯の隣のクラスの同級生で、テニス部に所属している。明るく気さくな性格で、誰とでも友達になれる。東雲のことを「お姉さま」と慕っている。好きなものはエビフライ。
五十嵐 麗子（いがらし れいこ）
声 : 那須めぐみ
11月26日生まれ。身長160cm。血液型AB型。
音楽教師で、夏実の親友。家にまで遊びに来ることもある。ふだんは優しいが、たまにわがままな一面も見せる。好きなものはピアノ、猫。嫌いなものは徹夜。
ビジュアルファンブックに麗子がヒロインの書き下ろし小説が掲載された。

## 開発

### 音楽
音楽を手掛けた阿保剛が2020年の座談会の中で話したことによると、本作の音楽はほんわかした感じのものが多く、緊迫した感じのものはほとんどなかったとしている。また、本作の音楽には、シンセサイザーでサンプリングした、ベル系の音色が使われている。

## スタッフ
- キャラクターデザイン:篤見唯子
- 原画：エンディングイラスト:伊藤まさひさ
- シナリオ:高瀬伸
- 音楽:阿保剛
  - オープニング曲:すきっぷで行こうっ!
作詞:Millio
作曲:井上高宏
ボーカル:Millio
  - エンディング曲:雲にのる
作詞:Millio
作曲:井上高宏
ボーカル:Millio

## 関連作品

### 書籍
- Iris -イリス- : 高瀬伸による小説版（エンターブレイン / ファミ通文庫）ISBN 4-7577-1364-9
- Iris -イリス- ビジュアルファンブック（エンターブレイン）ISBN 4-7577-1473-4

### CD
- オリジナルサウンドトラック Iris イリス（キングレコード、KICA-1290）